# Echefron (syn Nestora)
Echefron (gr. Ἐχέφρων Echéphrōn, łac. Echephron) – w mitologii greckiej królewicz.
Uchodził za syna Nestora i Eurydyki lub Anaksibii, córki Kratieusa. Wzmiankowany przez Homera i Apollodorosa.